# Wendy Barrie
Wendy Barrie (Hongkong,18 april 1912 - Englewood, 2 februari 1978) was een Britse actrice.

## Levensloop en carrière

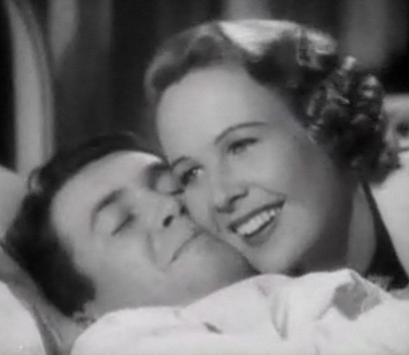
Met James Stewart in Speed (1936)

Wendy Barrie werd geboren in 1912 in Hongkong. In 1932 maakte ze haar filmdebuut. In 1933 speelde ze Jane Seymour in The Private Life of Henry VIII met Charles Laughton. In de volgende jaren zou ze met grote sterren acteren, zoals Spencer Tracy en James Stewart. In 1937 speelde ze naast Humphrey Bogart in Dead End.
In 1962 stopte Barrie met acteren. In 1978 overleed ze op 65-jarige leeftijd. Ze is begraven aan de Kensico Cemetery in Valhalla (New York).
- Bibliothèque nationale de France: cb14659723j (data)
- Gemeinsame Normdatei: 1030496757
- International Standard Name Identifier: 0000 0000 3086 7298
- Library of Congress Control Number: n88051333
- MusicBrainz: 1044188f-9a61-4baf-894a-e4781a70ef74
- Nationale Bibliotheek van Israël: 987007454612905171
- SNAC: w6zw3kgx
- Système universitaire de documentation: 189422041
- Virtual International Authority File: 31079114
- WorldCat: E39PBJbxH6dcJgdhrDCX3mqfbd